# Vanda lombokensis
Vanda lombokensis är en orkidéart som beskrevs av Johannes Jacobus Smith. Vanda lombokensis ingår i släktet Vanda och familjen orkidéer. Inga underarter finns listade i Catalogue of Life.